# 金城道
金城道（英語：Kam Shing Road）為九龍城區筆架山腳的一條街道，此街道由九龍城區聯合道至金城道遊樂場及香港浸會大學偉衡體育中心，並包含數個90度轉角位。
值得一提的是，此道路有兩個出口，由金城道遊樂場可經九龍塘電訊盈科電話機房或建新中心出口進入聯合道，但九龍塘電話機房的出口僅允許前往聯合道東行；而此道路之入口則只有建新中心附近的入口。香港浸信會醫院至九龍塘電話機房一段為單程路。
此路並無與任何道路交界，而盡頭則設有帶停車錶的停車位。

## 附近建築

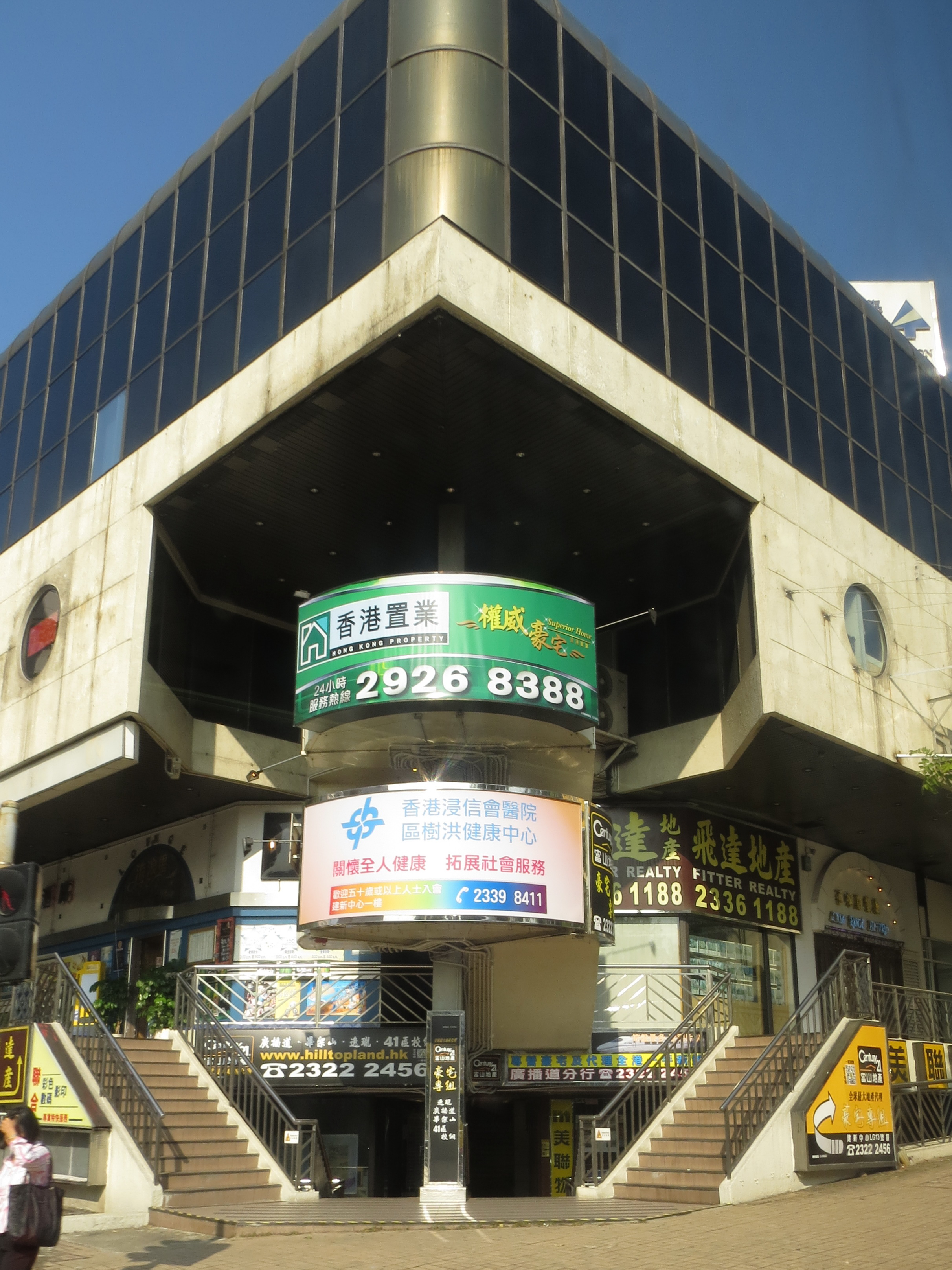
建新中心

- 九龍塘電話機房
- 香港浸信會醫院
- 建新中心
- 金城道遊樂場
- 香港浸會大學